# Lietuvos Lyga 1994-1995
L'edizione 1994-1995 della Lietuvos Lyga fu la quinta del massimo campionato lituano dal ritorno all'indipendenza; vide la vittoria finale del Inkaras-Grifas Kaunas, giunto al suo 1º titolo.
Capocannoniere del torneo fu Eimantas Poderis (Žalgiris Vilnius), con 24 reti.

## Formula
Le squadre rimasero 12: al posto delle retrocesse Geležinis Vilkas Vilnius, Žydrius Marijampolė e Tauras-Karšuva Tauragė, fu ammesso il solo Banga Gargždai, Ukmergė ed Interas.
Fu confermata la formula della precedente stagione: le 12 squadre si incontrarono in turni di andata e ritorno, per un totale di 22 incontri.
L'ultima in classifica retrocesse.

## Classifica finale
|  | Pos. | Squadra          | Pt | G  | V  | N | P  | GF | GS | DR  |
|  | ---- | ---------------- | -- | -- | -- | - | -- | -- | -- | --- |
|  | 1.   | Žalgiris         | 36 | 22 | 17 | 2 | 3  | 61 | 14 | +47 |
|  | 2.   | Inkaras-Grifas   | 36 | 22 | 16 | 4 | 2  | 50 | 12 | +38 |
|  | 3.   | ROMAR Mažeikiai  | 34 | 22 | 15 | 4 | 3  | 51 | 14 | +37 |
|  | 4.   | Panerys Vilnius  | 28 | 22 | 11 | 6 | 5  | 35 | 25 | +10 |
|  | 5.   | Aras Klaipėda    | 27 | 22 | 13 | 1 | 8  | 41 | 28 | +13 |
|  | 6.   | FBK Kaunas       | 24 | 22 | 8  | 8 | 6  | 25 | 22 | +3  |
|  | 7.   | Sakalas Šiauliai | 22 | 22 | 9  | 4 | 9  | 37 | 23 | +14 |
|  | 8.   | Ekranas          | 22 | 22 | 7  | 8 | 7  | 21 | 18 | +3  |
|  | 9.   | Banga Gargždai   | 12 | 22 | 3  | 6 | 13 | 19 | 56 | -37 |
|  | 10.  | FK Ukmergė       | 11 | 22 | 3  | 5 | 14 | 12 | 58 | -46 |
|  | 11.  | Sirijus Klaipėda | 7  | 22 | 2  | 3 | 17 | 12 | 39 | -27 |
|  | 12.  | Interas          | 5  | 22 | 1  | 3 | 18 | 8  | 63 | -55 |

### Spareggio scudetto
| Squadra 1 | Risultato | Squadra 2      |
| --------- | --------- | -------------- |
| Žalgiris  | 0 - 2     | Inkaras-Grifas |

### Verdetti
- Inkaras-Grifas Kaunas Campione di Lituania 1994-95.